# Grigori Dmitrenko
Grigori Dmitrenko (1 de julio de 1945) es un deportista soviético que compitió en remo como timonel.
Participó en dos Juegos Olímpicos de Verano en los años 1980 y 1996, obteniendo una medalla de bronce en Moscú 1980 en la prueba de ocho con timonel. Ganó cuatro medallas en el Campeonato Mundial de Remo entre los años 1979 y 1987.

## Palmarés internacional
| Juegos Olímpicos   | Juegos Olímpicos         | Juegos Olímpicos  | Juegos Olímpicos   |
| Año                | Lugar                    | Medalla           | Prueba             |
| ------------------ | ------------------------ | ----------------- | ------------------ |
| 1980               | Moscú (URSS)             | Medalla de bronce | Ocho con timonel   |
| Campeonato Mundial |                          |                   |                    |
| Año                | Lugar                    | Medalla           | Prueba             |
| 1979               | Bled (Yugoslavia)        | Medalla de bronce | Ocho con timonel   |
| 1985               | Malinas (Bélgica)        | Medalla de oro    | Ocho con timonel   |
| 1986               | Nottingham (Reino Unido) | Medalla de plata  | Ocho con timonel   |
| 1987               | Copenhague (Dinamarca)   | Medalla de plata  | Cuatro con timonel |